# Тиран-крихітка
Тиран-крихітка (Phyllomyias) — рід горобцеподібних птахів родини тиранових (Tyrannidae). Представники цього роду мешкають в Центральній і  Південній Америці.

## Опис
Тирани-крихітки — це дрібні птахи, довжина яких становить 10-12 см, а вага — 8-11 г. Вони мають короткі, міцні дзьоби. Верхня частина тіла тиранів-крихіток має зеленувате забарвлення, а нижня жовтувате або білувате. У більшості видів (за винятком темноголового тирана-крихітки) крила мають світлі края або поцятковані світлими смужками. Тирани-крихітки живуть у вологих тропічних лісах. Вони живляться дрібними безхребетними і плодами. Деякі види приєднуються до змішаних зграй птахів.

## Таксономія і систематика
Результати молекулярно-генетичних досліджень демонструють поліфілітичність роду Phyllomyias. Згідно з ними, види P. fasciatus, P. griseiceps, P. griseocapilla і P. weedeni не є близькоспорідненими з іншими видами, яких наразі відносять до цього роду. Дослідники пропонують відновити роди Tyranniscus, Acrochordopus і Xanthomyias і перевести до них решту видів.
Молекулярно-генетичне дослідження, проведене Телло та іншими в 2009 році дозволило дослідникам краще зрозуміти філогенію родини тиранових. Згідно із запропонованою ними класифікацією, рід Тиран-крихітка (Phyllomyias) належить до родини тиранових (Tyrannidae) і підродини Еленійних (Elaeniinae). Дослідники пропонують віднести види P. fasciatus, P. griseiceps, P. griseocapilla і P. weedeni до триби Elaeniini, а решту видів перевести до родів Tyranniscus, Acrochordopus і Xanthomyias і віднести до триби Euscarthmini. Однак більшість систематиків не визнає цієї класифікації.

## Види
Виділяють чотирнадцять видів:
- Тиран-крихітка світлогорлий (Phyllomyias fasciatus)
- Тиран-крихітка юнгаський (Phyllomyias weedeni)[12]
- Тиран-крихітка сірощокий (Phyllomyias burmeisteri)
- Тиран-крихітка білолобий (Phyllomyias zeledoni)[13]
- Тиран-крихітка парагвайський (Phyllomyias virescens)
- Тиран-крихітка бразильський (Phyllomyias reiseri)
- Тиран-крихітка венесуельський (Phyllomyias urichi)
- Тиран-крихітка болівійський (Phyllomyias sclateri)
- Тиран-крихітка сіроголовий (Phyllomyias griseocapilla)
- Тиран-крихітка темноголовий (Phyllomyias griseiceps)
- Тиран-крихітка андійський (Phyllomyias plumbeiceps)
- Тиран-крихітка чорноголовий (Phyllomyias nigrocapillus)
- Тиран-крихітка еквадорський (Phyllomyias cinereiceps)
- Тиран-крихітка золотогузий (Phyllomyias uropygialis)

## Етимологія
Наукова назва роду Phyllomyias походить від сполучення слів дав.-гр. φυλλον — лист і лат. myias — мухоловка.